# Mauvaise passe
Mauvaise passe ist ein französisch-britisches Filmdrama von Michel Blanc aus dem Jahr 1999. Der britische Aufführungstitel lautet The Escort.

## Handlung
Pierre ist 45 und bricht unerwartet aus seiner Alltagsroutine aus. Er verlässt seine Frau und den 17-jährigen Sohn Nicolas, kündigt seine Arbeit als Dozent für französische Literatur und geht nach London, wo er sein erstes Buch schreiben will. Er kommt in einem schlechten Hotel unter und gerät in eine Schlägerei, als er zum Besuch eines Stripclubs genötigt wird, dort jedoch nicht bezahlen will. Als er auf die Straße geworfen wird, trifft er auf den jungen Tom, der ihn in sein Café bringt und verarztet. Pierre geht am nächsten Morgen erneut zum Café, bedankt sich bei Tom und bittet ihn nach kurzer Zeit um Arbeit. Pierre darf nun in den Abendstunden als Tellerwäscher arbeiten. Mit Tom geht Pierre in die Clubs und begleitet eines Tages zwei Freundinnen von Tom mit ihm zu einer Familienfeier. Erst langsam bemerkt er, dass in Wirklichkeit die beiden Freundinnen ein Paar sind und Tom und er vor den Eltern als „Alibifreunde“ herhalten. Er ist konsterniert, als er am Ende des Abends für seine Begleitung bezahlt wird. Da er in ernsten Geldsorgen ist, akzeptiert er die Bezahlung. Tom wiederum berichtet ihm am Abend, dass seine Arbeit im Café nur eine Nebentätigkeit ist, arbeitet er abends doch als Callboy. Er versucht Pierre für diese Arbeit zu begeistern. Pierre findet trotz Selbstzweifeln Gefallen an dem Gedanken, färbt sich die Haare und holt sich Tipps von Tom. Er beginnt, seine Kleidung umzustellen und ins Fitnessstudio zu gehen. Um Geld zu sparen, zieht er zudem zu Tom.
Sein erster Auftritt als Callboy wird fast zu einem Desaster, doch findet es seine Partnerin interessant, mit einem „unerfahrenen“ Mann zusammen zu sein. Kurze Zeit später wird Pierre fest in die Kartei des Escort-Services aufgenommen. Er gewinnt Kunden und sogar Stammkunden, wie Patricia, die sich in ihn verliebt. Pierre jedoch kommt mit der Prostituierten Kim zusammen, die eine kleine Tochter hat, die sie jedoch nie sieht. Die Beziehung von Pierre und Kim wird von Tom abgelehnt, weiß er doch, dass Kim schlechten Umgang hat. Pierre jedoch verliebt sich und zieht schließlich bei Tom aus. Er mietet sich eine kostspielige Wohnung in besserer Lage, wodurch er gezwungen ist, deutlich öfter als Callboy zu arbeiten, um die Miete zu bezahlen. Dies führt zu häufigeren Konflikten mit Kim, aber auch dazu, dass er Stammkunden wie Patricia seine Liebe gesteht, um sie öfter zu sehen und damit mehr Geld zu verdienen. Um seine Potenz zu fördern nimmt Pierre Kokain, das er aus Toms Beständen stiehlt.
Mit der Zeit tun sich zahlreiche Konfliktfelder auf: Pierre wird drogenabhängig und erleidet in Toms Wohnung einen Zusammenbruch. Patricias Ehemann stattet Pierre einen Besuch ab und schlägt ihn nieder, habe er seine Frau doch emotional ausgenutzt. Zudem versucht Pierre, die Beziehung zu seiner Frau und seinem Sohn wieder aufzubauen, doch will seine Frau die Scheidung, nachdem sie erfahren hat, dass er als Callboy arbeitet. Auch mit Kim gibt es Probleme, bildet sie mit ihrem Ex-Freund doch ein buchbares Paar und lässt ihn immer häufiger im Stich, weil sie ihre Zeit lieber mit Pierre verbringt. Der wiederum erkennt, dass er mit seinem Verhalten ihre Arbeit gefährdet, und versucht, sich zurückzuziehen. Schließlich ist Pierre am Ende. Es ist die Nachricht vom Zusammenbruch seines Vaters, die ihn zurück nach Frankreich führt. In Bordeaux zieht er sich auf das Anwesen seines Vaters zurück. Er beginnt, an seinem lang geplanten Roman zu schreiben, der von einem Familienvater handelt, der ausbricht und als Callboy zu arbeiten beginnt. Einige Zeit später ist Pierre zurück in London. Er sucht Toms Café auf. In Frankreich wurde sein Buch bereits veröffentlicht und soll nun auch in Großbritannien verlegt werden. Da im Buch eine Person namens Tom vorkommt, bittet Pierre Tom, ihm sein Einverständnis zur Veröffentlichung zu geben. Er lässt ihm das Buch da, auch wenn Tom meint, dass er nicht gerne lese. Kurz darauf trifft sich Pierre mit seinem Verleger in London. Dessen Frau steckt Tom heimlich eine Adresse zu und beide landen kurz darauf gemeinsam im Bett eines Hotelzimmers, wo Pierre sie französische Gedichte zitierend verführt.

## Produktion
Mauvaise passe wurde in London, Paris und Bordeaux gedreht. Die Kostüme schuf Ralph Wheeler-Holes, die Filmbauten stammen von Gary Williamson. Mauvaise passe kam am 17. November 1999 in die belgischen und französischen Kinos. Am 8. Dezember 2000 lief er auch in den britischen Kinos an. Eine Ausstrahlung in Deutschland erfolgte bisher (Stand 9/2013) nicht.
Es war der dritte Film von Regisseur Michel Blanc. Daniel Auteuil wurde nicht synchronisiert, sondern spricht im Film selbst Englisch sowie in Szenen mit Frau und Kind Französisch.

## Kritik
The Standard schrieb, dass es traurig und verblüffend sei, wie viele französische Schauspieler ihr Können und ihre Feinfühligkeit im Spiel vergessen, sobald sie einen Fuß auf britischen Boden setzen. Auteuil wirke im Film ohne jeden Reiz. Le Point befand, dass der Film anrührend, aber nicht schlüpfrig sei, da Stuart Townsent sehr sachlich spiele und Daniel Auteuils Rolle eine erschreckende Naivität besitze.